# Falls Creek
Falls Creek est une station de ski du High Country, chaine des Alpes australiennes dans la Cordillère australienne, dans l'État du Victoria en Australie. Elle se trouve à environ 350 km au nord-est de Melbourne. Falls Creek est située à proximité de la ville de Mount Beauty.
À côté de Falls Creek se trouve le lac Rocky Valley. Construit en tant qu'élément de l'arrangement hydroélectrique dans les années 1950, le lac est le plus haut lac important d'Australie. Au-dessus de la station de ski, à 1 842 m, le Mount McKay fournit des vues de 360 degrés des hautes plaines de Bogong. Il est possible de conduire au sommet en été, c'est le sommet le plus élevé d'Australie accessible par la route publique.

## Station de ski
À côté du plateau Bogong qui fait partie du parc national alpin, le village de Falls Creek est à 1 600 mètres, tandis que le domaine s'étend de l'altitude de 1 210  à   1 842 m. Il comporte des pistes pour les novices et les skieurs avancés : avec 92 pistes et 14 remontées mécaniques. La plus longue piste fait 3 km : Wishing Well. Falls Creek est connue en Australie comme un centre de ski de fond, entre les Eucalyptus paucifloras (« Gommier des neiges »). Il est possible de prendre un hélicoptère depuis Mt McKay et Mont Feathertop jusqu’à Mont Hotham. En août, il accueille la compétition du Kangaroo Hoppet qui est une course de ski de fond de 42 km, qui se tient à Falls Creek. En même temps ont lieu l'Australian Birkebeiner (21 km) et la course Joey Hoppet (7 km). Le Kangaroo Hoppet et l'Australian Birkebeiner font partie des courses de ski de fond du Worldloppet.

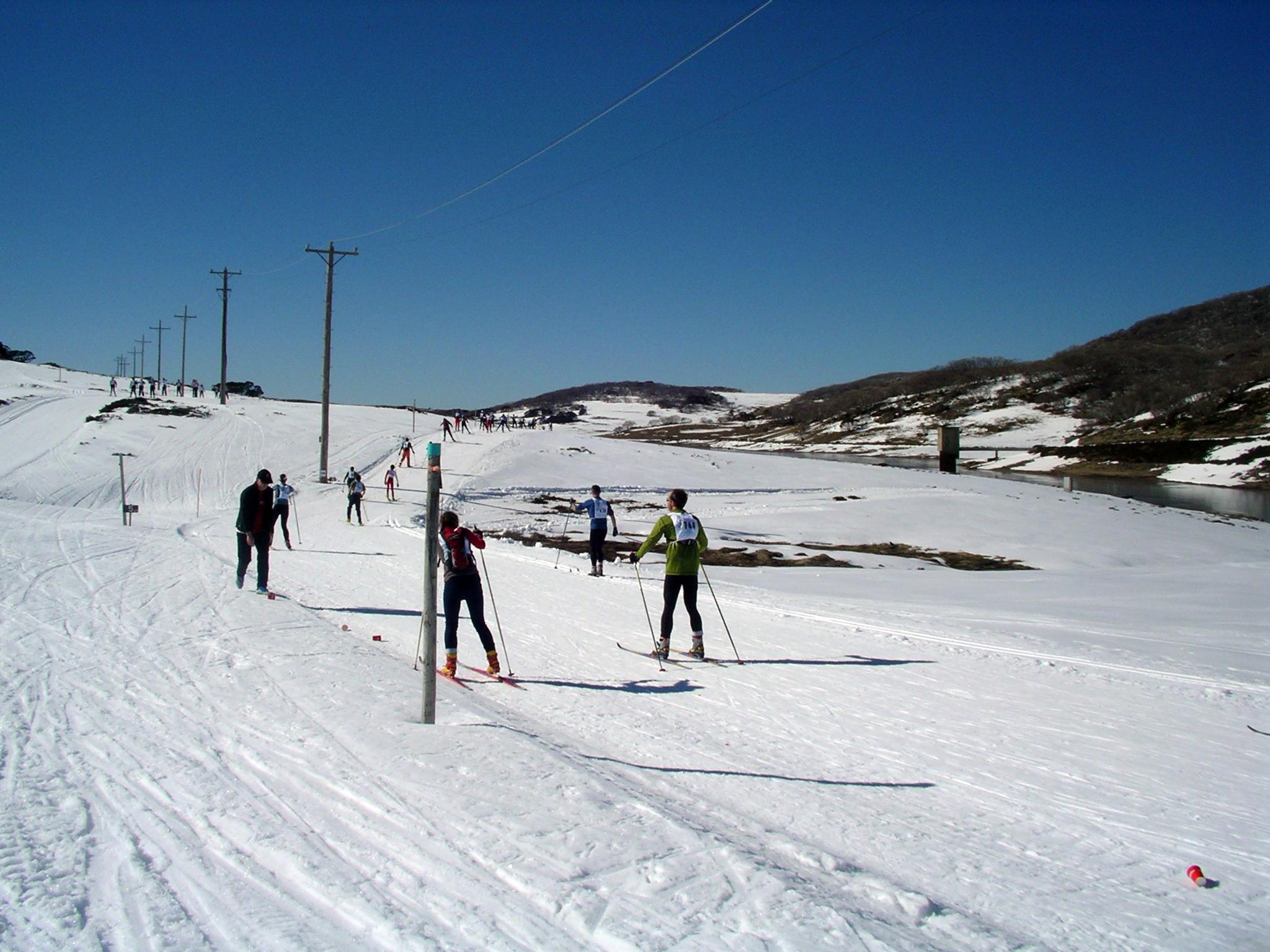
Le Kangaroo Hoppet Cross Country Ski Race